# Conker's Bad Fur Day
Conker's Bad Fur Day è un videogioco per Nintendo 64 sviluppato dalla Rare, uscito nel 2001. Un'edizione per Xbox One è uscita all'interno della raccolta Rare Replay. Nel 2005 è stato distribuito per Xbox un remake dal titolo Conker: Live & Reloaded.
La caratteristica interessante del videogioco è il miscuglio di grafica cartoonesca con battute scurrili e toni "politicamente scorretti". Per questo motivo negli USA il gioco è stato vietato ai minori di 17 anni ed è generalmente inadatto ai bambini. Inizialmente, il gioco si sarebbe dovuto chiamare The Twelve Tales: Conker 64, simile al primo, destinato ad un pubblico minorile; ma venne in seguito rinominato e trasformato in un gioco per adulti dopo che le versioni beta furono criticate per essere troppo simili agli altri giochi della Rare, in particolare Banjo-Kazooie. Nonostante le recensioni molto positive, non vendette tantissimo a causa di una pubblicizzazione limitata e un pessimo tempismo: infatti il gioco uscì tra marzo e maggio del 2001, alla fine del ciclo vitale del Nintendo 64 e all'inizio di quello del Gamecube e del Game Boy Advance.

## Trama
Il gioco si apre con una sequenza che fa esplicitamente il verso alla scena d'apertura del film Arancia meccanica e presenta al giocatore Conker, uno scoiattolo rosso, seduto nella sala del trono. Il personaggio si presenta al giocatore come "re del regno intero" e si prepara a raccontare come abbia ottenuto l'incarico di sovrano.
Dopo una notte di bevute con i suoi amici, Conker, completamente ubriaco, tenta di tornare a casa dalla sua amata fidanzata Berri ma, ancora in stato di ebbrezza, prende una strada sbagliata e al mattino si sveglia in una terra sconosciuta. Nel frattempo il Re Pantera, signore del regno nel quale si è perso Conker, è furioso per il fatto che una gamba del suo pregiato tavolino si è rotta e non sa come ripararlo. Si consulta quindi con il suo scienziato, il dottor Von Kriplespac (una donnola nazista senza gambe con accento Tedesco che si muove grazie a una sedia con un propulsore), il quale consiglia al Re Pantera di catturare uno scoiattolo rosso da utilizzare al posto della gamba del tavolino perché nessuno ha voglia di usare il nastro adesivo.
Sperduto e alla ricerca della strada per tornare a casa Conker si ritrova coinvolto in una serie di situazioni assurde e pericolose, come ad esempio recuperare l'alveare di un'ape da vespe enormi, essere trasformato in pipistrello da un vampiro, affrontare un mucchio di cacca e combattere nella guerra tra gli scoiattoli grigi e dei malvagi orsacchiotti Nazisti (I Teddiz). Nel frattempo il boss mafioso Don Weaso manda uno dei suoi scagnozzi a rapire Berri con l'intenzione di usarla come danzatrice esotica nel suo night club.
Nel capitolo finale del gioco Berri e Conker sono incaricati da Don Weaso di rapinare una banca. All'interno del caveau Conker e Berri trovano un milione di dollari in banconote e lo scoiattolo rosso inizia a esultare per la sua ricchezza, ma in quel momento compaiono il Re Pantera, Don Weaso e il dottor Von Kriplespac rivelando che la rapina era una trappola elaborata dal re e da Don Weaso per catturare Conker.
Don Weaso spara a Berri e improvvisamente uno Xenomorfo esce dal petto del Re Pantera, uccidendolo. Mentre Don Weaso fugge terrorizzato, Von Kriplespac rivela che il caveau è in realtà un'astronave e aziona alcuni comandi vocali per andare in orbita, poi ordina all'alieno di uccidere Conker, ma quest'ultimo apre il portellone dell'astronave, facendo schizzare Kriplespac e i cadaveri del Re Pantera e di Berri nello spazio. Conker indossa una tuta robotica (la stessa del film Aliens), stordisce l'alieno e lo afferra per la coda allo scopo di gettarlo fuori dall'astronave. Ogni volta l'alieno riesce ad aggrapparsi all'astronave e a rientrare; mentre lo xenomorfo sta per attaccare Conker e divorarlo il gioco si blocca e Conker, come se sapesse di essere in un videogioco, riesce a parlare con uno dei programmatori del gioco e a chiedergli un'arma per sconfiggere l'alieno e di teletrasportare Conker e lo xenomorfo nella sala del trono. Il programmatore fa ripartire il gioco ed esce di scena, lasciando che gli eventi seguano il loro corso.
Conker decapita l'alieno con una katana e, senza volerlo, diventa il nuovo sovrano del regno, circondato da alcuni dei personaggi che ha conosciuto durante la sua avventura. A quel punto Conker si rende conto che avrebbe dovuto chiedere al programmatore di riportare in vita Berri e di aver sprecato la sua unica occasione di riavere la sua amata.
Dopo i titoli di coda Conker, avvilito per aver perso ciò che era davvero importante per lui, torna nel vecchio bar a ubriacarsi per poi uscire e intraprendere una nuova strada.

## Modalità di gioco
Dopo il breve tutorial iniziale, il protagonista potrà esplorare liberamente la mappa di base, dalla quale potrà accedere ai principali livelli di gioco. Nonostante tutte le mappe siano liberamente esplorabili, per la maggior parte del gioco le missioni e i livelli potranno essere affrontati solo attraverso un determinato ordine; alcuni personaggi, per esempio, permetteranno al giocatore di accedere a determinate aree solo a condizione che si sia prima ottenuta una certa somma di denaro completando le altre missioni.
Le principali abilità del protagonista comprendono il salto, una planata limitata attraverso la lunga coda che fungerà da elica, l'accovacciamento, la camminata a gattoni o e l'attacco mediante una padella o altre armi. Inoltre le varie mappe di gioco sono cosparse di piccoli pulsanti contrassegnati da una lettera B che rispondono sempre al contesto in cui si trova il giocatore, permettendogli di compiere determinate azioni o fornendolo di determinati oggetti che saranno fondamentali per completare la missione. Durante il tutorial iniziale, per esempio, il giocatore potrà usare uno di questi pulsanti per ingoiare una medicina che gli faccia passare i postumi della sbornia.
Il gioco presenta anche una modalità multigiocatore che include vari minigiochi ispirati alle missioni della storia principale, come ad esempio la gara di surf sulla lava e la rapina in banca.

## Personaggi
Conker lo Scoiattolo: Conker è il protagonista della storia, nonché il narratore. È uno scoiattolo rosso incline alla violenza e all'alcol e amante dei soldi; nel corso della storia dovrà aiutare un sacco di personaggi strambi, a volte anche costretto, in cambio di ricompense in danaro.
Berri: Berri è la ragazza di Conker, molto bella di aspetto ma non molto intelligente. Durante gli avvenimenti del gioco Berri viene rapita da un Pietroso e costretta a lavorare nel night club di Don Weaso.
Re Pantera: Uno dei due antagonisti principali del gioco. Il re Pantera è un sovrano feroce e poco clemente che ha interesse solo per se stesso; il suo scopo principale è catturare Conker così da usarlo per sostituire una delle gambe del suo tavolino; morirà ucciso da un Alien impiantatogli dal professore .
Professor Von Kripplespac:  Secondo antagonista del gioco; lavora alle dipendenze del re Pantera ed è lui a suggerire al sovrano di sostituire la gamba del tavolino con uno scoiattolo rosso. Parla con uno spiccato accento tedesco e ha una incrollabile fede nella tecnologia; poiché non ha più le gambe, si muove grazie ad una sedia volante. In Conker's Bad Fur Day il personaggio viene sempre e solo chiamato 'il Professore', mentre nella modalità multigiocatore di Conker: Live & Reloaded viene chiamato Von Kripplespac; inoltre in questa modalità viene raccontato che il Professore ha perduto le gambe durante la guerra con gli Scoiattoli (nel gioco originale invece sembrava averle perse perché il re Pantera lo aveva punito con il nastro adesivo).
Don Weaso: Don Weaso è uno spietato boss mafioso che gestisce un night club e fa rapire Berri per costringerla a lavorare come ballerina; in seguito Weaso costringerà anche Conker alle sue dipendenze, facendolo persino arrivare a sterminare gli Uga Buga, solo perché avevano invaso i suoi terreni.

## Seguiti e remake
Dopo l'uscita di Conker's Bad Fur Day Chris Seavor, il capo progetto del gioco, iniziò a progettare un seguito intitolato Conker's Other Bad Day; il gioco sarebbe iniziato con l'arresto di Conker, il quale sarebbe stato messo in prigione per aver speso il denaro del regno per sé stesso.
Nel 2002 Rare fu acquisita da Microsoft e nel 2005 pubblicò un remake del gioco chiamato Conker: Live & Reloaded per Xbox. Il gioco riprende la storia principale con alcune modifiche, tra cui una grafica più realistica e una censura più severa; Live & Reloaded presenta inoltre una modalità multigiocatore che, a differenza di Conker's Bad Fur Day, è incentrata esclusivamente sulla guerra tra gli Scoiattoli e i Tediz narrando gli eventi che precedono e seguono la trama principale del gioco. In seguito all'uscita di Live & Reloaded Rare iniziò lo sviluppo di uno spin-off intitolato  "Getting Medieval" che non fu mai ultimato; il gioco prevedeva la presenza esclusiva di una modalità multigiocatore fortemente ispirata a quella di Conker: Live & Reloaded.
All'E3 2014 fu annunciato che Conker sarebbe tornato come personaggio giocabile nel videogioco Project Spark per Xbox One e il 23 aprile 2015 fu pubblicata un'espansione che permetteva ai giocatori di Project Spark di giocare una nuova avventura di Conker e di usufruire del sistema di creazione dei livelli del gioco per creare livelli personalizzati con alcuni personaggi di Conker. Gli sviluppatori di Project Spark avevano in programma l'uscita di nuove espansioni con i personaggi di Conker ma il 29 settembre 2015 fu annunciato che non sarebbero più uscite espansioni di Project Spark e il gioco fu rimosso dal marketplace di Xbox Live.
Il 4 agosto 2015 Rare pubblicò Rare Replay per Xbox One, una raccolta di trenta giochi per celebrare il trentesimo anniversario della compagnia. Nella raccolta è presente anche una rimasterizzazione in HD di Conker's Bad Fur Day.

## Accoglienza
"Conker's Bad Fur Day" ricevette recensioni molto positive. IGN dichiarò che il comparto grafico di Conker era tra i migliori mai visti su Nintendo 64 e ha assegnato al gioco un voto di 9.9/10. Nel 2001 Conker's Bad Fur Day vinse il premio BAFTA per il sonoro. Il gioco ricevette pareri positivi sia da GamePro (5/5) che da Gamespot (9.3/10).